# Tito Lombana
Tito Lombana (1932 - 1998) Escultor Colombiano, hermano de los también escultores Héctor Lombana y Marcel Lombana.
Artista autodidacta.
En 1952 obtuvo el primer premio en escultura en el IX Salón Nacional de Artistas de Colombia, a raíz del cual le fue otorgada una beca de cuatro años para estudiar en Europa.
Vivió en Madrid, donde estudió escultura en la Escuela de Bellas Artes de San Fernando, y culminó sus estudios en la Escuela de Bellas Artes de Florencia, Italia.
En enero de 1957 propuso y ejecutó para la ciudad de Cartagena un monumento en honor al poeta cartagenero Luis Carlos "El Tuerto" López, monumento que representaba un par de zapatos viejos, en alusión al nostálgico soneto titulado "A mi ciudad nativa". Dicha escultura permaneció durante treinta y siete años, hasta 1994, cuando, para dar paso a la construcción de una avenida, se pensó en trasladarla a otro lugar, y como no pudo intervenir directamente el autor, su hermano Héctor Lombana procedió a demolerla, ya que había sido elaborada de concreto con una pátina de plombagina. En su lugar, Héctor Lombana erigió una imitación de bronce del monumento original, conocido popularmente como "Los zapatos viejos". 
En 1960 hizo una exposición individual en la Biblioteca Luis Ángel Arango de Bogotá. Allí presentó seis obras cinceladas de gran valor estético, en mármol blanco de Carrara y mármoles rojos de Callemandino y Levanto. La temática de esta exposición fueron los animales marinos.
En 1975 fue detenido por narcotráfico en Estados Unidos. 